# Патријарх српски Никодим II
Никодим II је био архиепископ пећки и патријарх српски од 1446. до 1453. године.
Као игуман манастира Студенице Никодим је изабран за митрополита рашког пре 1439. године. За патријарха српског изабран је 1446. године а управљао је и охридском архиепископијом у времену од 1451--1453. године. Свом бившем манастиру Студеници патријарх Никодим поклонио је 1452. године рукописну књигу Маргарит светог Јована Златоуста, која се данас чува у манастиру Свете Тројице у Пљевљима.
Никодим II је био претпоследњи српски патријарх пре пада српске деспотовине под Турке, који ће 1453. године освојити хришћанску Византију и Цариград.
У време док је био патријарх 1453. деспот Ђурађ Бранковић пренео је мошти јеванђелиста Луке у Смедерево. Из очуваног писма Маре, удовице босанског краља Стевана, војводи Иванишу Влатковићу (од 25. августа 1463)72 види се да je деспот Ђурађ питао српског патријарха да ли je то заиста тело јеванђелисте Луке, нашто га je патријарх упутио на светогорски протат. Након што je добио обавештења да се заиста ради о телу светог Луке, Ђурађ je пренео мошти из Рогуса у Смедерево. О преносу моштију светог Луке постоје два извора. У једном рукопису стоји да je патријарх био болестан и да није могао лично да присуствује овој свечаности, него да je послао свештенике, а у другом, пунијем, рукопису изрично се помиње да je тамо био патријарх Никодим. Ту се говори како je свечеве моћи, кад су стигле у српске пределе, први срео „всесветеиши патриарх србскии и поморский кир Никодим на реце Мораве“, заједно са вишим и нижим клиром. Тело светог Луке пренето je у Смедерево 12. јануара 1453 године. Да ли je Никодим и након 1453. био на патријаршиском положају, није познато.
Он је хиротонисао 1452. године у Србији кир Теоктиста, за митрополита Молдавије, уместо старог Јоакима који је био присталица уније. Иначе сам деспот Ђурађ, унук св. Кнеза Лазара, нипошто није хтео пристати на унију нити слати своје изасланике у Фиренцу 1439. године, када је склопљена унија византијског цара са римским папом. Године 1439. први пут је пала и Српска деспотовина под Турке, али јој је после неколико година враћена слобода.